# Kakopoda
Kakopoda é um gênero de traça pertencente à família Arctiidae.